# 李雪三
李雪三（1910年10月14日—1992年12月22日），原名李育林，河南焦作市修武县周流村人。中国人民解放军开国中将。获朝鲜民主主义人民共和国一级国旗勋章、一级独立自由勋章、二级国旗勋章。1955年获二级八一勋章，一级独立自由勋章、一级解放勋章，1988年获一级红星功勋荣誉章。中共八大代表，第六届全国人大代表，第三、第五届全国政协委员。

## 生平
出生于一个普通农民家庭。7岁起读书，15岁考入焦作卫辉中学，半年后又考入洛阳省立第四师范学校。1928年考入西北军军官学校，毕业后在西北军第二十六路军任排长。1931年在参加宁都起义后加入中国工农红军。1932年加入中国共产党。 
1952年1月，李雪三奉命率志愿军归国代表团回国汇报。

## 家人
- 夫人柏曼卿：1927年8月1日生于黑龙江省齐齐哈尔市城市贫民家庭。1947年2月15日加入中国共产党。1947年6月作为齐齐哈尔市联合中学学生会主席参军。1955年转业。1983年任国家建材局机关党委书记。1985年4月任原国家建材局老干部局巡视员。1987年9月正局级离休。北京新四军研究会第三师分会副会长。2017年11月14日病逝。

- 儿子李永平